# Манга сеинен
Манга сеинен (јап. 青年漫画 []) или само сеинен, јесте манга намењена за старије тинејџере и генерално мушку публику узраста од 18 до 40 година. Женски еквивалент би била џосеј. Иако је сеинен намењен за старију мушку публику, често дели неке карактеристике са шонен мангама, чија је циљна група мало млађа. Обе верзије су пуне акције, комедије и могу имати елементе научне фантастике, спортску тематику па чак и романсу. Разлика је углавном у томе што сеинен те теме приказује на зрелији начин. Познатији сеинен наслови су: Акира, Берсерк, Excel Saga, Ghost in the Shell, , , , , , , Aa! Megami-sama!, Outlaw Star, Tokyo Ghoul, као и  JoJo no Kimyō na Bōken и Trigun који припадају и шонен категорији.  

## Историја
Weekly Manga Times, један од најстаријих манга часописа у Јапану, објављен 1956. године, бавио се баш сеинен тематикама. Демографија су му били средовечни мушкарци, те су у часопису били наслови са еротиком и причама о јакузама. Први шонен магазини (Weekly Shōnen Magazine и Weekly Shōnen Sunday) изашли су тек 1959. године. Weekly Manga Action, часопис који се фокусирао на млађу мушку публику, изашао је тек 1967. године. Из овог часописа изашли су популарни наслови: Lupin III, Lone Wolf and Cub, и Crayon Shin-chan. Часопис Big Comic, најпознатији по наслову Golgo 13, изашао је 1968. године. Четири године касније, 1972, долази Big Comic Original, са насловом Tsuribaka Nisshi чија прича прати два мушкарца која воле да пецају. Манга је била толико популарна да је добила неколико филмских адаптација. Седам година касније, 1979,  издавачка кућа Shueisha, најпознатија по шонен часопису Weekly Shōnen Jump, прави сеинен часопис, Young Jump. Многи наслови из овог часописа, као што су Elfen Lied, Gantz, Hen, Kirara, Liar Game, Oku-sama wa Joshi Kōsei, и Zetman, адаптирани су у аниме серије и игране филмове.